# Championnat d'Irlande du Nord de football 1952-1953
Navigation
Édition précédente Édition suivante
Le 52e Championnat d'Irlande du Nord de football se déroule en 1952-1953. Glentoran FC remporte le titre de champion d’Irlande du Nord. C’est son dixième titre. Linfield FC termine deuxième, se reprenant bien après une désastreuse saison 1951-1952 qui l’a vu terminer seulement 10e. Glenavon FC, le tenant du tire, termine seulement à la quatrième place.
Avec 28 buts marqués, Sammy Hughes de Glentoran FC remporte le titre de meilleur buteur de la compétition.

## Les 12 clubs participants
- Ards Football Club
- Bangor Football Club
- Ballymena United Football Club
- Cliftonville Football Club
- Coleraine Football Club
- Crusaders Football Club
- Derry City Football Club
- Distillery Football Club
- Glenavon Football Club
- Glentoran Football Club
- Linfield Football Club
- Portadown Football Club

## Classement
| Rang | Équipe           | Pts | J  | G  | N | P  | Bp | Bc | Diff |
| ---- | ---------------- | --- | -- | -- | - | -- | -- | -- | ---- |
| 1    | Glentoran FC     | 33  | 22 | 14 | 5 | 3  | 59 | 25 | +34  |
| 2    | Linfield FC      | 31  | 22 | 12 | 7 | 3  | 47 | 18 | +29  |
| 3    | Ballymena United | 29  | 22 | 13 | 3 | 6  | 57 | 34 | +23  |
| 4    | Glenavon FC      | 25  | 22 | 11 | 3 | 8  | 49 | 39 | +10  |
| 5    | Distillery FC    | 23  | 22 | 9  | 5 | 8  | 26 | 27 | -1   |
| 6    | Coleraine FC     | 22  | 22 | 8  | 6 | 8  | 40 | 43 | -3   |
| 7    | Crusaders FC     | 21  | 22 | 7  | 7 | 8  | 39 | 36 | +3   |
| 8    | Ards FC          | 21  | 22 | 7  | 7 | 8  | 32 | 35 | -3   |
| 9    | Cliftonville FC  | 19  | 22 | 8  | 3 | 11 | 37 | 61 | -24  |
| 10   | Portadown FC     | 19  | 22 | 6  | 7 | 9  | 28 | 35 | -7   |
| 11   | Derry City FC    | 13  | 22 | 5  | 3 | 14 | 27 | 47 | -20  |
| 12   | Bangor FC        | 8   | 22 | 3  | 2 | 17 | 20 | 61 | -41  |

|  | Champion d'Irlande du Nord |
|  | Relégation                 |

### Meilleur buteur
- Sammy Hughes, Glentoran FC 28 buts

## Bilan de la saison
| Tableau d'Honneur                         |              |
| Compétition                               | Vainqueur    |
| Championnat d'Irlande du Nord de football | Glentoran FC |
| Coupe d'Irlande du Nord de football       | Linfield FC  |

| Promotions et relégations |       |
| Relégués                  | Aucun |
| Promus                    | Aucun |